# Heksetårn
Heksetårn (fra tysk: Hexenturm) er et almindeligt navn eller betegnelse – både på engelsk, tysk og andre europæiske sprog – for et tårn, der var en del af en middelalderlig bymur eller borg, og som ofte blev anvendt som fængsel eller fangehul.
Tårnene har ikke en bestemt udformning eller særlige forsvarsvarsmæssige detaljer.

## Historie
Navnet stammer fra perioden med heksejagt. Mange af disse tårne blev brugt til at fængsle personer, der var mistænkt for eller dømt for hekseri.
Andre heksetårne fik først deres navn senere – for eksempel i 1800-tallet – hvor de blev brugt som fængsler eller almindelige vagttårne i bymure.
Heksetårne, der er navngivet Hexenturm, findes i mange tyske byer såsom Aschersleben, Coburg, Frankenberg (Eder), Fulda, Gelnhausen, Geseke, Heidelberg, Herborn (Hessen), Hofheim am Taunus, Idstein, Jülich, Kaufbeuren, Lahnstein, Landsberg am Lech, Marburg, Markdorf, Memmingen, Olpe, Rheinbach, Rüthen, Treysa, Windecken. Mange af disse er i dag restaureret og anvendes som museer.
Ifølge legenden blev hekse brændt på bålet ved heksetårnet ved Borgen Wildenstein. Retsprotokoller fra Øvre Donau-dalen kan findes i lokale arkiver.
I Babenhausen (Hessen) brygges en særlig øl ved navn Hexe ("Heks"), som på etiketten viser byens heksetårn.
I Salzburg fandtes et heksetårn fra 1400-tallet i bymuren, som blev brugt som fængsel og senere som lager. Det blev ødelagt af en bombe i 1944, og ruinerne revet ned. I dag minder kun en vægmaleri på facaden af Wolf-Dietrich Straße og Paris Lodron Straße om bygningen.

## Bevarede heksetårne
- Großes Bollwerk og Hexenturm (Büdingen)
- Hexenturm (Burg)
- Hexenturm (Calbe)
- Hexenturm (Fulda)
- Hexenturm i det gamle fængsel i Freising
- Hexenturm (Gelnhausen)
- Hexenturm (Herborn)
- Hexenturm (Hofheim am Taunus)
- Hexenturm (Idstein) – del af Borgen Idstein
- Hexenturm Jülich
- Hexenturm (Memmingen)
- Hexenturm (Oberderdingen)
- Hexenturm (Rüthen)
- Hexenturm (Sarnen)
- Hexenturm (Stein am Rhein)
- Baszta Czarownic (Słupsk)

## Forsvundne heksetårne
- Hexenturm (München) – et tårn i Münchens anden bymur.[2]
- Hexenturm (Salzburg) – tårn i den tidligere bymur, i dag beliggende på hjørnet af Paris-Lodron-Straße og Wolf-Dietrich Straße.[3][4]

## Galleri
- Heksetårnet i Idstein
- Heksetårn i Landsberg am Lech
- Heksetårn i Treysa
- Heksetårn i Babenhausen (Hessen)